# Berlin-Uhr

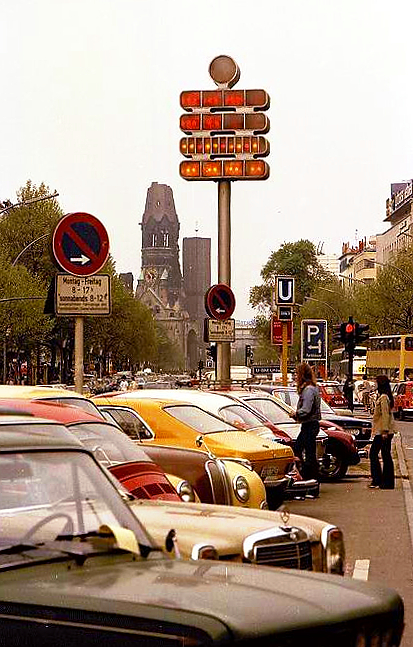
Berliner Mengenlehreuhr am ursprünglichen Standort an der Kreuzung Kurfürstendamm Ecke Uhlandstraße in Berlin-Charlottenburg
^{Aufnahme von Willy Pragher, Mai 1979}

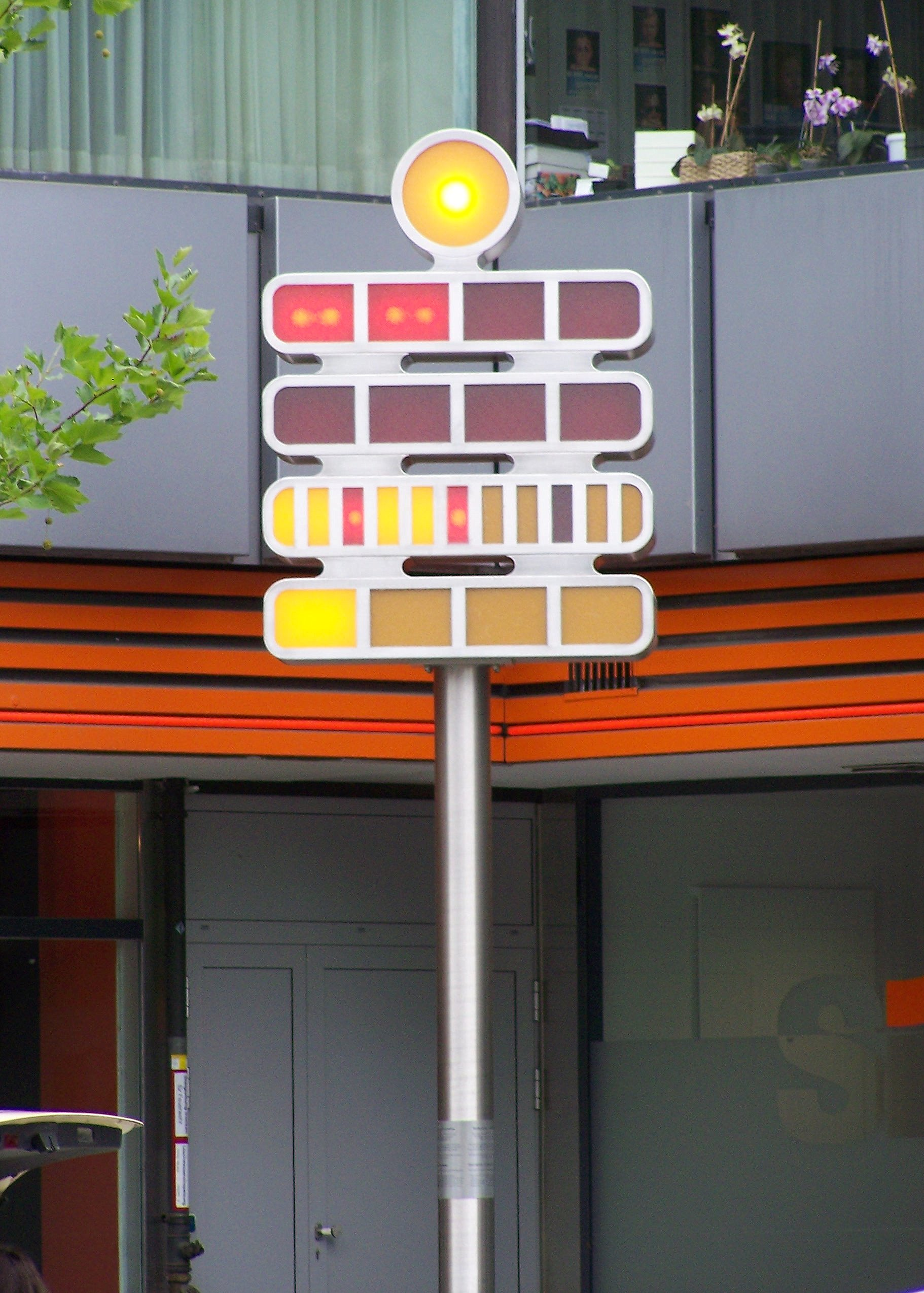
Berlin-Uhr
Zeitangabe: 10:31 Uhr

Die Berlin-Uhr, auch Mengenlehreuhr genannt, ist eine öffentliche Uhr in Berlin. Sie wurde 1975 von dem Erfinder Dieter Binninger im Auftrag des Berliner Senats entwickelt und zeigt die Uhrzeit über eine Zahl von leuchtenden Lampen an.

## Geschichte

### Das Original
Die in das Guinness-Buch der Rekorde aufgenommene Uhr mit einer Gesamthöhe von sieben Metern – einschließlich des Mastes – wurde als „erste Uhr der Welt, die die Zeit mit leuchtenden farbigen Feldern anzeigt“, am 17. Juni 1975 zunächst auf dem Mittelstreifen des Kurfürstendamms Ecke Uhlandstraße errichtet.
Für die Anzeige wurden viele Glühlampen benötigt, die diese Uhr sehr wartungsanfällig machten und für die der – sämtliche Kosten tragenden – Binninger GmbH Wartungskosten von umgerechnet etwa 5000 Euro jährlich entstanden. Aus diesem Grund erfand Binninger 1980–1982 Einrichtungen und Verfahren zur Verlängerung der Lebensdauer von Allgebrauchsglühlampen. Binninger verstarb im Jahr 1991, und da weder die Stadt noch der Bezirk Charlottenburg für den weiteren Betrieb aufkommen wollten, wurde die Uhr 1995 außer Betrieb genommen. Durch eine Initiative von Geschäftsleuten wurde sie 1996 vor dem Tourist-Information-Center im Berliner Europa-Center in der Budapester Straße wieder aufgestellt. Ebenfalls im Berliner Europa-Center steht die mit Flüssigkeit betriebene Uhr der fließenden Zeit.

### Nachbildungen
Wegen ihrer Ungewöhnlichkeit in einer Zeit, als Digitaluhren noch kaum verbreitet waren, wurden kleine Nachbildungen der Uhr für den Hausgebrauch zu jener Zeit sehr populär. Sie wurde von Dieter Binningers Berlin-Uhr GmbH auch als Tischstand- und Wandmodell für zu Hause gefertigt und in Berliner Souvenirläden verkauft. Die Geräte enthalten einen Mikroprozessor vom Typ Texas Instruments TMS1000.
Nach dem Unfalltod Binningers wurde die Produktion der Berlin-Uhren von der Firma Kindermann in Berlin-Rudow übernommen. Verkauf und Reparatur der Wand- und Tischstanduhren wurden bis 2002 fortgesetzt, dann wurde deren Vertrieb eingestellt. Seit 2007 werden Verkauf und Reparatur der Tischstanduhr wieder von der Firma Asmetec in Kirchheimbolanden wahrgenommen.
Für Smartwatches mit Wear OS wurde ein Uhren-Design erstellt und als App zum kostenlosen Download in drei verschiedenen Farbvarianten angeboten.

## Anzeigeprinzip

Beispielhafte Uhrzeitdarstellung von 16:50 bis 17:05 Uhr im Zeitraffer

Entgegen der Aussage „Die erste Uhr der Welt, die nach dem Prinzip der Mengenlehre funktioniert“ auf dem offiziellen Prospekt der Binninger BERLIN-UHR GmbH für das Tischmodell hat die Uhr nichts mit der Mengenlehre zu tun. Die Anzeige der Zeit erfolgt in einem Stellenwertsystem zur Basis 5. Die Stunden und Minuten werden durch leuchtende Segmente in vier waagerecht untereinander angeordneten Streifen dargestellt. In der ersten, zweiten und vierten Zeile sind vier und in der dritten elf Leuchten angebracht. Die ersten beiden Zeilen zeigen mit roten Leuchten die Stunde an, wobei im oberen Streifen ein leuchtendes Segment für fünf Stunden und im unteren für eine Stunde steht. Die aktuelle Stunde ergibt sich aus der Addition der Werte. Entsprechend werden in den beiden unteren Zeilen die Minuten mit gelben Segmenten in Fünfer- und Einerschritten angezeigt. Die Leuchten für 15, 30 und 45 Minuten sind zur besseren Ablesbarkeit rot. Über den Zeilen befindet sich ein rundes Blinklicht, das im Sekundentakt ein- oder ausgeschaltet wird.